# Brucknerallee 112 (Mönchengladbach)

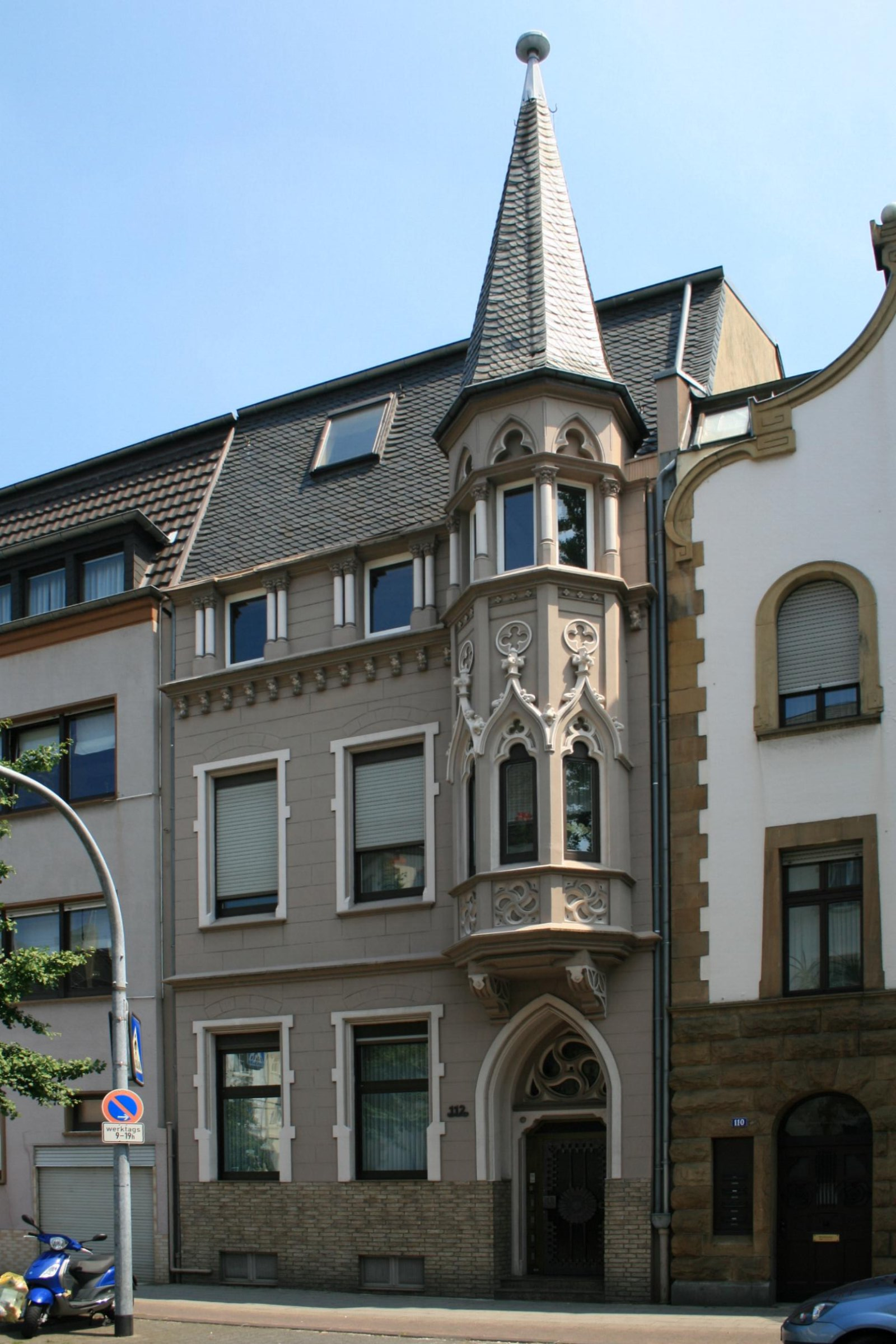
Wohnhaus (2010)

Das Wohnhaus Brucknerallee 112 steht im Stadtteil Rheydt in Mönchengladbach (Nordrhein-Westfalen).
Das Gebäude wurde 1902 erbaut. Es ist unter Nr. B 089 am 6. März 1989 in die Denkmalliste der Stadt Mönchengladbach eingetragen worden.

## Architektur
Im mittleren Bereich der Brucknerallee wurden direkt nach der Jahrhundertwende zahlreiche historische Doppelhäuser erbaut. Das Haus Nr. 112 wurde 1902 mit Haus Nr. 114 (nicht mehr erhalten) errichtet. Das Objekt ist als dreigeschossiges, dreiachsiges, walmdachgedecktes Reihenhaus gebaut worden. Die mit geglätteter Putzquaderung überzogene Fassade ist horizontal gegliedert.